# Rund um Schotten

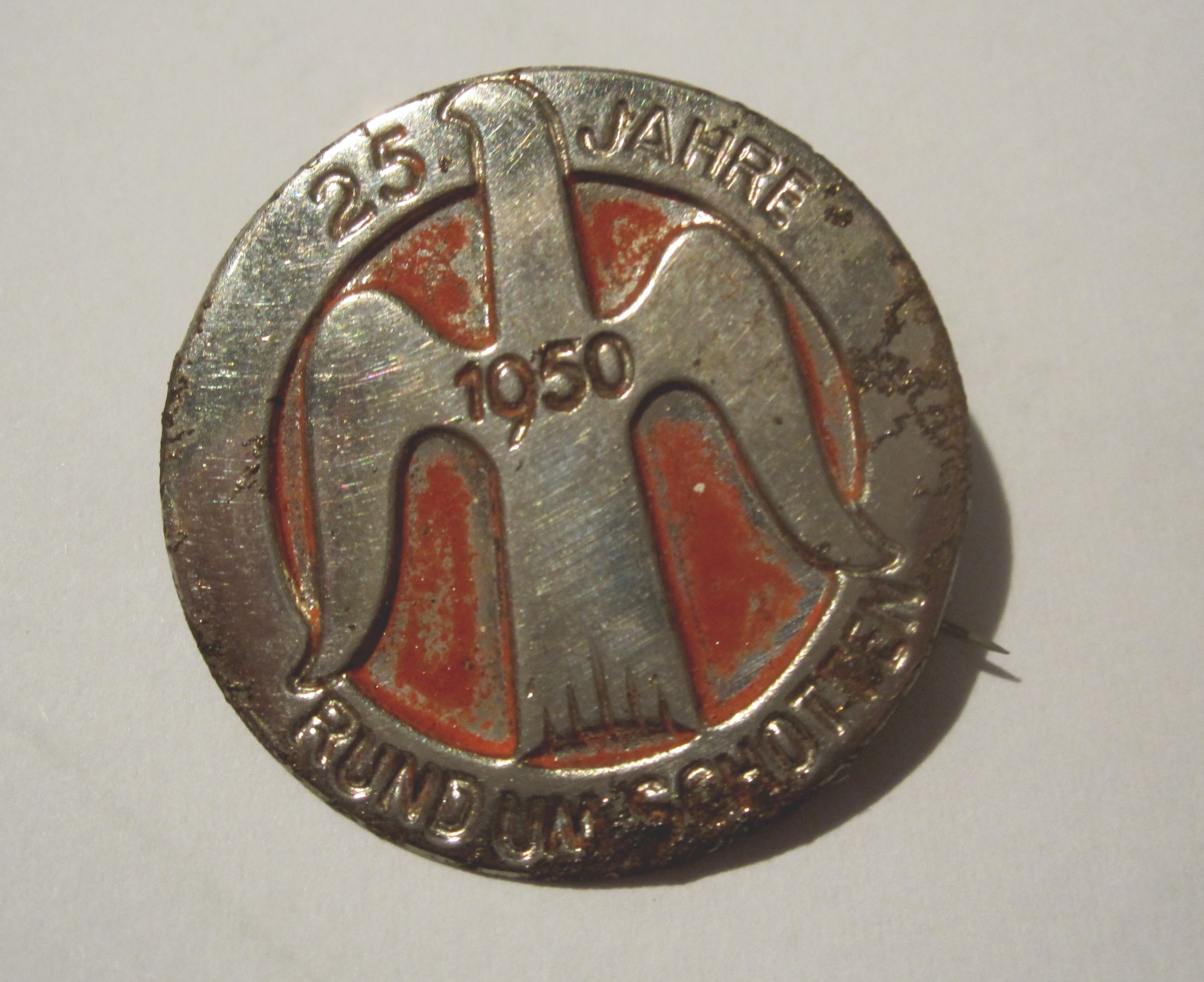
Anstecknadel 25 Jahre Rund um Schotten

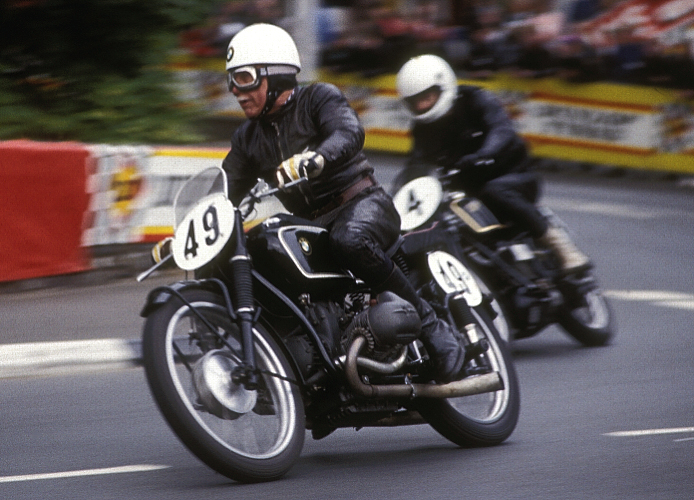
Rekordsieger Georg Meier 1989 auf der Isle of Man mit der BMW 255 Kompressor von 1939

Rund um Schotten war eine Motorsport-Veranstaltung in Schotten, die auf der nicht permanenten Rennstrecke des Schottenrings zwischen 1925 und 1955 22-mal ausgetragen wurde und derzeit als Veteranenrennen wieder durchgeführt wird.

## Geschichte
Die erste Auflage des Rennens fand am 12. September 1925 statt. Initiator der Veranstaltung war der am 22. Juli 1925 gegründete Vogelsberger Automobil- und Motorradclub. Einer der Sieger auf dem 16,080 km langen Schottenring zwischen Schotten, Rudingshain und Götzen war Carl Schott, einer der Mitbegründer des Rennens auf DKW ARe 175.
In den Folgejahren entwickelte sich die Veranstaltung zum festen Bestandteil im Rennkalender der Deutschen Motorrad-Straßenmeisterschaft und jährlich traten die europaweit erfolgreichen deutschen Spitzenfahrer und -werke an. Bis 1937 wurden, mit Ausnahme von 1934 und 1935, als Bauarbeiten an der Strecke stattfanden, auf der aus öffentlichen Landstraßen bestehenden Strecke diese Motorradrennen veranstaltet.
In den Kriegsjahren verstummten aber auch hier die Motoren und erst ab 1947 fanden wieder Rennen Rund um Schotten statt. Bis einschließlich 1950 wurde, obwohl Deutschland bereits geteilt war, auch hier die gesamtdeutsche Motorradmeisterschaft ausgetragen. Rekordmann dieser Zeit war der Mühldorfer Georg Meier, der auf seiner aufgeladenen 500-cm³-BMW-Boxer zwischen 1947 und 1952 sechsmal in Folge das Halbliterrennen gewann. Den Höhepunkt seiner sportlichen Bedeutung erreichte das Rennen im Jahr 1953, als hier der Große Preis von Deutschland für Motorräder ausgetragen wurde, der zur Motorrad-Weltmeisterschaft zählte. Trotz eines Fahrerstreiks gegen den schwierigen und gefährlichen Straßenkurs wurden die kleinen Klassen bis 125 und bis 250 cm³ als Weltmeisterschaftsläufe gewertet. Nachdem es 1951 und 1952 zu insgesamt drei tödlichen Unglücken und einem schweren Unfall von Geoff Duke, einem der damals weltbesten Piloten, gekommen war, erhielt der schnelle und schwierige Schottenring mehr und mehr den Ruf einer Todespiste. Ab 1953 wurden keine Gespannrennen mehr ausgetragen.
Den ewigen Rundenrekord erzielte Walter Zeller auf seinem BMW-Motorrad bei Rund um Schotten am 10. Juli 1955 mit 134,1 km/h. Dies war die letzte geschwindigkeitsorientierte Motorgroßveranstaltung am Schottenring.
Nach 1955 kam es infolge des schrecklichen Unfalls beim 24-Stunden-Rennen von Le Mans nur noch zu einigen kleineren Veranstaltungen am Schottenring. Rund um Schotten wurde in diesem Jahr zum letzten Mal ausgetragen. 1956 kam dann das endgültige Aus für die Strecke. In den Jahren 1968 bis 1983 wurde das Rennen vom Verein MSC Rund um Schotten wiederbelebt, so dass dort erneut Motorradrennen und Rallyes stattfinden konnten. Seit 1989 finden nun historische Grand-Prix-Läufe auf einem 1,4 km langen Innenstadtkurs von Schotten statt, die an die große Vergangenheit dieses Rennens erinnern.

### Tödliche Unfälle
In der Geschichte von Rund um Schotten kam es zu insgesamt elf tödlichen Unglücken. Unter anderem verunfallte im Jahr 1936 der erfahrene und international erfolgreiche Pilot Hans Winkler. Zwischen 1948 und 1955 gab es insgesamt sechs Todesfälle. So verunglückten beispielsweise Claudio Mastellari und Kurt Prätorius, Beifahrer im Gespann von Fritz Hillebrand, 1951 und Lous van Rijswijk im Jahr 1952 tödlich.

## Siegerliste

### Von 1925 bis 1939
| Auflage                                                            | Datum              | Klasse                  | Sieger                                       |
| ------------------------------------------------------------------ | ------------------ | ----------------------- | -------------------------------------------- |
| 1.                                                                 | 12. September 1925 | 125 cm³                 | Carl Schott (DKW)                            |
| 1.                                                                 | 12. September 1925 | 500 cm³                 | Ludwig Krämer (Horex)                        |
|                                                                    |                    |                         |                                              |
| 2.                                                                 | 12. Juli 1926      | 175 cm³                 | Carl Raufenbarth (DKW)                       |
| 2.                                                                 | 12. Juli 1926      | 250 cm³                 | Hans Reinheimer (unbekannt)                  |
| 2.                                                                 | 12. Juli 1926      | 350 cm³                 | Eduard Kratz (Ardie)                         |
| 2.                                                                 | 12. Juli 1926      | 500 cm³                 | Georg May (Güldner)                          |
| 2.                                                                 | 12. Juli 1926      | Gespanne                | Hans Kahrmann / unbekannt (unbekannt)        |
|                                                                    |                    |                         |                                              |
| 3.                                                                 | 29. Mai 1927       | 175 cm³                 | Arthur Geiss (DKW)                           |
| 3.                                                                 | 29. Mai 1927       | 500 cm³                 | Eduard Kratz (Ardie)                         |
| 3.                                                                 | 29. Mai 1927       | 1000 cm³                | Ludwig Krämer (Horex)                        |
|                                                                    |                    |                         |                                              |
| 4.                                                                 | 3. Juni 1928       | 175 cm³                 | Frank (unbekannt)                            |
| 4.                                                                 | 3. Juni 1928       | 250 cm³                 | Karl Frentzen (UT-J.A.P.)                    |
| 4.                                                                 | 3. Juni 1928       | 350 cm³                 | Hermann Paul Müller (Grindlay-Peerless)      |
| 4.                                                                 | 3. Juni 1928       | 500 cm³                 | Hopp (unbekannt)                             |
| 4.                                                                 | 3. Juni 1928       | Gespanne (600 cm³)      | Hans Kahrmann / unbekannt (T.A.S.)           |
| 4.                                                                 | 3. Juni 1928       | Gespanne (über 600 cm³) | Wohlfahrt / unbekannt (unbekannt)            |
|                                                                    |                    |                         |                                              |
| 5.                                                                 | 15. Juni 1929      | 175 cm³                 | Walfried Winkler (DKW)                       |
| 5.                                                                 | 15. Juni 1929      | 250 cm³                 | Arthur Geiss (DKW)                           |
| 5.                                                                 | 15. Juni 1929      | 350 cm³                 | Karl Gall (Standard)                         |
| 5.                                                                 | 15. Juni 1929      | 500 cm³                 | Karl Gall (Standard)                         |
| 5.                                                                 | 15. Juni 1929      | 1000 cm³                | Josef Klein (Horex)                          |
|                                                                    |                    |                         |                                              |
| 6.                                                                 | 27. Juli 1930      | 250 cm³                 | Arthur Geiss (DKW)                           |
| 6.                                                                 | 27. Juli 1930      | 350 cm³                 | Arthur Hiller (Montgomery-J.A.P.)            |
| 6.                                                                 | 27. Juli 1930      | 500 cm³                 | Toni Bauhofer (DKW)                          |
| 6.                                                                 | 27. Juli 1930      | 1000 cm³                | Josef Klein (Horex)                          |
| 6.                                                                 | 27. Juli 1930      | Gespanne (600 cm³)      | Hans Kahrmann / unbekannt (Horex)            |
| 6.                                                                 | 27. Juli 1930      | Gespanne (1000 cm³)     | Paul Schneider / unbekannt (Hecker-J.A.P.)   |
|                                                                    |                    |                         |                                              |
| 7.                                                                 | 19. Juli 1931      | 250 cm³                 | Hans Kahrmann (Imperia)                      |
| 7.                                                                 | 19. Juli 1931      | 350 cm³                 | August Schminke (Hercules-J.A.P.)            |
| 7.                                                                 | 19. Juli 1931      | 500 cm³                 | Karl Frentzen (Ardie)                        |
| 7.                                                                 | 19. Juli 1931      | 1000 cm³                | Paul Weyres (Harley-Davidson)                |
| 7.                                                                 | 19. Juli 1931      | Gespanne                | Hans Kahrmann / unbekannt (unbekannt)        |
|                                                                    |                    |                         |                                              |
| 8.                                                                 | 5. Juni 1932       | 250 cm³                 | Walfried Winkler (DKW)                       |
| 8.                                                                 | 5. Juni 1932       | 350 cm³                 | Ernst Loof (Imperia-Python)                  |
| 8.                                                                 | 5. Juni 1932       | 500 cm³                 | Tom Bullus (NSU)                             |
| 8.                                                                 | 5. Juni 1932       | 1000 cm³                | Eduard Kratz (BMW)                           |
| 8.                                                                 | 5. Juni 1932       | Gespanne (600 cm³)      | Hans Kahrmann / unbekannt (Horex)            |
| 8.                                                                 | 5. Juni 1932       | Gespanne (1000 cm³)     | Josef Möritz / Alban Böhm (Victoria)         |
|                                                                    |                    |                         |                                              |
| 9.                                                                 | 4. Juni 1933       | 250 cm³                 | Friedel Schön (Bücker-J.A.P.)                |
| 9.                                                                 | 4. Juni 1933       | 350 cm³                 | Hans Richnow (Rudge)                         |
| 9.                                                                 | 4. Juni 1933       | 500 cm³                 | Toni Bauhofer (DKW)                          |
| 9.                                                                 | 4. Juni 1933       | 1000 cm³                | Paul Rüttchen (NSU)                          |
| 9.                                                                 | 4. Juni 1933       | Gespanne (600 cm³)      | Albert Schneider / unbekannt (Velocette)     |
| 9.                                                                 | 4. Juni 1933       | Gespanne (1000 cm³)     | Josef Möritz / unbekannt (Victoria)          |
|                                                                    |                    |                         |                                              |
| 1934–1935 fanden wegen Arbeiten an der Strecke keine Rennen statt. |                    |                         |                                              |
|                                                                    |                    |                         |                                              |
| 10.                                                                | 19. Juli 1936      | 250 cm³                 | Arthur Geiss (DKW)                           |
| 10.                                                                | 19. Juli 1936      | 350 cm³                 | Heiner Fleischmann (NSU)                     |
| 10.                                                                | 19. Juli 1936      | 500 cm³                 | Oskar Steinbach (DKW)                        |
| 10.                                                                | 19. Juli 1936      | Gespanne (600 cm³)      | Karl Braun / Ernst Badsching (DKW)           |
| 10.                                                                | 19. Juli 1936      | Gespanne (1000 cm³)     | Hans Kahrmann / Heinrich Eder (DKW)          |
|                                                                    |                    |                         |                                              |
| 11.                                                                | 19. September 1937 | 250 cm³                 | Lothar Berger (Rennfahrer) (DKW)             |
| 11.                                                                | 19. September 1937 | 350 cm³                 | Heiner Fleischmann (NSU)                     |
| 11.                                                                | 19. September 1937 | 500 cm³                 | Heiner Fleischmann (NSU)                     |
| 11.                                                                | 19. September 1937 | Gespanne (600 cm³)      | Hermann Böhm / Karl Fuchs (NSU)              |
| 11.                                                                | 19. September 1937 | Gespanne (1000 cm³)     | Erwin Zimmermann / Franz Höller (NSU)        |
|                                                                    |                    |                         |                                              |
| 12.                                                                | 10. Juli 1938      | 250 cm³                 | Hermann Gablenz (DKW)                        |
| 12.                                                                | 10. Juli 1938      | 350 cm³                 | Karl Bodmer (NSU / D-Rad)                    |
| 12.                                                                | 10. Juli 1938      | 500 cm³                 | Karl Rührschneck / Otto Rührschneck (Norton) |
|                                                                    |                    |                         |                                              |
| 13.                                                                | 9. Juli 1939       | 250 cm³                 | Bernhard Petruschke (DKW)                    |
| 13.                                                                | 9. Juli 1939       | 350 cm³                 | Hans Richnow (Rudge)                         |
| 13.                                                                | 9. Juli 1939       | 500 cm³                 | Hans Lommel (DKW)                            |

### Von 1947 bis 1955
(gefärbter Hintergrund = Weltmeisterschaftslauf als Großer Preis von Deutschland)
| Auflage | Datum           | Klasse              | Sieger                                   |
| ------- | --------------- | ------------------- | ---------------------------------------- |
| 14.     | 22. Juni 1947   | 125 cm³             | Carl Döring (DKW)                        |
| 14.     | 22. Juni 1947   | 250 cm³             | Karl Lottes (DKW)                        |
| 14.     | 22. Juni 1947   | 350 cm³             | Hein Thorn Prikker (Velocette)           |
| 14.     | 22. Juni 1947   | 500 cm³             | Georg Meier (BMW)                        |
|         |                 |                     |                                          |
| 15.     | 15. August 1948 | 125 cm³             | Willy Thorn (DKW)                        |
| 15.     | 15. August 1948 | 250 cm³             | Hermann Paul Müller (DKW)                |
| 15.     | 15. August 1948 | 350 cm³             | Wilhelm Herz (NSU)                       |
| 15.     | 15. August 1948 | 500 cm³             | Georg Meier (BMW)                        |
| 15.     | 15. August 1948 | Gespanne (600 cm³)  | Hermann Böhm / Bauer (NSU)               |
| 15.     | 15. August 1948 | Gespanne (1200 cm³) | Max Klankermeier / Hermann Wolz (BMW)    |
|         |                 |                     |                                          |
| 16.     | 12. August 1949 | 125 cm³             | Carl Döring (DKW)                        |
| 16.     | 12. August 1949 | 250 cm³             | Friedel Schön (Bücker-J.A.P.)            |
| 16.     | 12. August 1949 | 350 cm³             | Wilhelm Herz (NSU)                       |
| 16.     | 12. August 1949 | 500 cm³             | Georg Meier (BMW)                        |
| 16.     | 12. August 1949 | Gespanne (600 cm³)  | Max Klankermeier / Hermann Wolz (BMW)    |
| 16.     | 12. August 1949 | Gespanne (1200 cm³) | Sepp Müller / Karl Rührschneck (BMW)     |
|         |                 |                     |                                          |
| 17.     | 25. Juni 1950   | 125 cm³             | P. H. Ried (DKW)                         |
| 17.     | 25. Juni 1950   | 250 cm³             | Karl Lottes (DKW)                        |
| 17.     | 25. Juni 1950   | 350 cm³             | Heiner Fleischmann (NSU)                 |
| 17.     | 25. Juni 1950   | 500 cm³             | Georg Meier (BMW)                        |
| 17.     | 25. Juni 1950   | Gespanne (600 cm³)  | Max Klankermeier / Hermann Wolz (BMW)    |
| 17.     | 25. Juni 1950   | Gespanne (1200 cm³) | Wiggerl Kraus / Bernhard Huser (BMW)     |
|         |                 |                     |                                          |
| 18.     | 15. Juli 1951   | 125 cm³             | Hermann Paul Müller (DKW)                |
| 18.     | 15. Juli 1951   | 250 cm³             | Hermann Gablenz (Parilla)                |
| 18.     | 15. Juli 1951   | 350 cm³             | Ken Kavanagh (Norton)                    |
| 18.     | 15. Juli 1951   | 500 cm³             | Georg Meier (BMW)                        |
| 18.     | 15. Juli 1951   | Gespanne (500 cm³)  | Wiggerl Kraus / Bernhard Huser (BMW)     |
| 18.     | 15. Juli 1951   | Gespanne (750 cm³)  | Hans Haldemann / Josef Albisser (Norton) |
|         |                 |                     |                                          |
| 19.     | 13. Juli 1952   | 125 cm³             | Otto Daiker (NSU)                        |
| 19.     | 13. Juli 1952   | 250 cm³             | Enrico Lorenzetti (Moto Guzzi)           |
| 19.     | 13. Juli 1952   | 350 cm³             | Ray Amm (Norton)                         |
| 19.     | 13. Juli 1952   | 500 cm³             | Georg Meier (BMW)                        |
| 19.     | 13. Juli 1952   | Gespanne (500 cm³)  | Fritz Hillebrand / Georg Barth (BMW)     |
| 19.     | 13. Juli 1952   | Gespanne (750 cm³)  | Wiggerl Kraus / Bernhard Huser (BMW)     |
|         |                 |                     |                                          |
| 20.     | 19. Juli 1953   |                     |                                          |
| 20.     | 19. Juli 1953   | 125 cm³             | Carlo Ubbiali (MV Agusta)                |
| 20.     | 19. Juli 1953   | 250 cm³             | Werner Haas (NSU)                        |
| 20.     | 19. Juli 1953   | 350 cm³             | Carlo Bandirola (MV Agusta)              |
| 20.     | 19. Juli 1953   | 500 cm³             | Walter Zeller (BMW)                      |
|         |                 |                     |                                          |
| 21.     | 8. August 1954  | 125 cm³             | Werner Haas (NSU)                        |
| 21.     | 8. August 1954  | 250 cm³             | Rupert Hollaus (NSU)                     |
| 21.     | 8. August 1954  | 350 cm³             | Hermann Paul Müller (NSU)                |
| 21.     | 8. August 1954  | 500 cm³             | Walter Zeller (BMW)                      |
| 21.     | 8. August 1954  | Gespanne (500 cm³)  | Willi Faust / Karl Remmert (BMW)         |
|         |                 |                     |                                          |
| 22.     | 10. Juli 1955   | 125 cm³             | Horst Fügner (MZ)                        |
| 22.     | 10. Juli 1955   | 250 cm³             | Hermann Paul Müller (NSU)                |
| 22.     | 10. Juli 1955   | 350 cm³             | August Hobl (DKW)                        |
| 22.     | 10. Juli 1955   | 500 cm³             | Walter Zeller (BMW)                      |
| 22.     | 10. Juli 1955   | Gespanne (500 cm³)  | Willi Faust / Karl Remmert (BMW)         |

## Verweise